# Friedrich Cammerer
Friedrich „Fritz“ Cammerer (* 12. Mai 1882 in Garmisch; † 3. Januar 1963) war ein deutscher Verwaltungsjurist.

## Werdegang
Nach dem Abitur am Luitpoldgymnasium in München und dem Dienst als Einjährig-Freiwilliger im 1. Bayerischen Infanterieregiment studierte er Rechtswissenschaften an der Ludwig-Maximilians-Universität München.
Cammerer war zunächst als Jurist in der Finanzverwaltung bei den Regierungen von Ober- und Niederbayern (Kammer der Finanzen) und bei der Generaldirektion der Berg-, Hütten- und Salzwerke München tätig. Von 1933 bis 1935 arbeitete er bei der Rechnungskammer in München und wechselte dann an den bayerischen Rechnungshof. 1937 wurde er Ministerialrat des Rechnungshofes des Deutschen Reiches, Außenstelle München, deren Leitung er im Herbst 1944 kommissarisch übernahm.
Als die Behörde nach Kriegsende ihre Tätigkeit wieder aufnahm, wurde er am 16. Mai 1945 von der amerikanischen Militärregierung in dieser Funktion bestätigt und am 20. Juni 1945 zum Leiter des Rechnungshofes in Bayern ernannt. Er blieb bis 31. März 1952 im Amt.

## Ehrungen
- 1953: Großes Verdienstkreuz der Bundesrepublik Deutschland